# Garry Shider
Garry Shider (24. července 1953 – 16. června 2010) byl americký kytarista. Na počátku sedmdesátých let působil společně s Cordellem Mossonem ve skupině United Soul. Skupinu objevil George Clinton a oba členy později (nejprve produkoval jejich nahrávky) pozval do svého projektu Parliament-Funkadelic. Roku 1997 byl jako člen této kapely uveden do Rock and Roll Hall of Fame. Zemřel roku 2010 na následky rakoviny.